# قوتتشي
قوتتشي هي بلدة في مقاطعة شهرسبز في ولاية قشقداريا في أوزبكستان.